# 1820-ih
2. tisućljeće
◄ | 18. stoljeće | 19. stoljeće | 20. stoljeće | ►
◄ | 1790-ih | 1800-ih | 1810-ih | 1820-ih | 1830-ih | 1840-ih | 1850-ih | ►
1820. | 1821. | 1822. | 1823. | 1824. | 1825. | 1826. | 1827. | 1828. | 1829.

## Događaji i trendovi
- Izgradnja Kazališnog trga i Velikog kazališta u Varšavi.